# 溴仿
溴仿（英語：Bromoform）是卤仿的一種，化学式為CHBr3，室温下为暗黄色的液体，有和氯仿类似的甜气味。它有限可溶于水，容易蒸发。折射率1.595（20°C、D），与乙醇、苯、氯仿、醚、石油醚、丙酮混溶，与水以1/800的比例溶解，少量自然存在于海洋植物中，进入环境中的溴仿大多是用氯气给水杀菌时的副产物。
溴仿可通过丙酮和次溴酸钠（溴与碱反应得到）发生卤仿反应、电解溴化钾的乙醇溶液或氯仿与溴化铝反应制取。
溴仿可作溶剂、选矿剂、镇静剂、阻燃剂、实验室试剂等。